# Chichigalpa
Chichigalpa es un municipio del departamento de Chinandega en la República de Nicaragua. Se ubica en las cercanías de las faldas del volcán San Cristóbal y dista 119 kilómetros de la capital de Managua. Fue elevada a la categoría de ciudad el 25 de septiembre de 1894 durante el gobierno de José Santos Zelaya. 
Es conocida como "Tierra del Coloso de Occidente" y "La princesa de Occidente". Durante la Colonia española existieron varias haciendas añileras y ganaderas. Posteriormente, con el cultivo de la caña de azúcar se construyeron ingenios artesanales que usaban la fuerza de bueyes para la molienda. Ya para 1851 existía una importante actividad en la producción de dulces y mieles, la fermentación de estas últimas es fundamental en la producción de alcoholes, que son transformados en rones luego de su añejamiento en barricas o toneles de madera, generalmente de roble.
Fue el primer municipio del país que instituyó la educación pública obligatoria en el siglo XIX.
El 10 de junio de 1904, un ciudadano de apellido Kautz instaló la primera desmotadora de algodón que funcionó en el país, luego de recibir una concesión municipal para tal propósito.

## Toponimia
"Chichigalpa" es un vocablo de origen nahuatl, compuesto por dos voces: Chichihual + calpan. La variante de la lengua uto-azteca hablada en la región, conocida como náhuat-pipil, cambia el sonido de la "c" por una "g", lo que explica la forma local del nombre y terminaciones -galpan, -tega.

## Geografía
El municipio de Chichigalpa tiene una extensión de 222.5 km², está ubicada entre las coordenadas 12° 34′ 0″ de latitud norte y 87° 1′ 60″ de longitud oeste, a una altitud de 89 m s. n. m., sus límites son al norte con el municipio de Chinandega, al sur con los municipios de León y Quezalguaque, al este con el municipio de Posoltega y al oeste con los municipios de Corinto y El Realejo.

## Historia
Se cree que los primeros habitantes de la región de Chichigalpa llegaron desde el norte de Mesoamérica, asentándose en el área de Chinantan (Chinandega) entre aproximadamente los años 650 y 800 D.N.E
Estos primeros pobladores eran de origen náhuatl, formando parte del amplio ámbito cultural y lingüístico mesoamericano. Se piensa que la población originaria de Chichigalpa estuvo vinculada al altepetl (término náhuatl para ciudad-estado o entidad política) de Teshuatán, también conocido como Tezoatega, ubicado en la zona actualmente llamada El Viejo.
La tradición oral local relaciona el nombre del pueblo con el término náhuatl Chichihual, que significa “seno” o “pecho”, en referencia a la forma de un volcán cercano que se asemeja al pecho de una mujer. En la cosmología náhuatl, los volcanes y montañas tenían un significado sagrado, asociados a la fertilidad y a la vida. Por ello, el nombre Chichigalpa se interpreta como “el pueblo (calpulli o asentamiento comunal) cercano al volcán con forma de pecho”, reflejando tanto el paisaje físico como la cosmovisión cultural de sus primeros habitantes.
Esta etimología y contexto histórico destacan la presencia indígena ancestral en la región, que precede a la colonización española y sigue moldeando la identidad local.

## Periodo Colonial
Tras la llegada de los españoles a principios del siglo XVI, la región de Chichigalpa, al igual que gran parte del occidente de Nicaragua, sufrió profundas transformaciones. Los españoles impusieron un sistema colonial que alteró la gobernanza indígena, la religión y la tenencia de la tierra. La población local de habla náhuatl, antes organizada bajo el sistema de altepetl, fue gradualmente sometida a encomiendas, sistemas de trabajo forzado que extraían tributo y producción agrícola para la Corona española y los colonos.
Los misioneros católicos, especialmente franciscanos y mercedarios, tuvieron un papel central en el proceso de conversión religiosa, a menudo construyendo iglesias sobre sitios sagrados indígenas y suprimiendo las prácticas espirituales tradicionales. Esta imposición cultural contribuyó a la erosión del idioma Nawat- Pipil (variante local del nahuatl) y las costumbres ancestrales, aunque algunos elementos persistieron a través de tradiciones orales y rituales sincréticos.
Las tierras fértiles alrededor de Chichigalpa fueron integradas a la economía colonial mediante la producción de caña de azúcar y otros cultivos. Con el tiempo, grandes haciendas dominaron la zona, sentando las bases para la monocultura agrícola y la concentración de tierras que perduran hasta la actualidad.
En junio de 1751 Chichigalpa fue visitada por fray Pedro Agustín Morel de Santa Cruz y Lora, Obispo de Nicaragua y Costa Rica. Señaló que la fiesta religiosa más importante era "La Purificación de la Virgen María", y que el pueblo se encontraba situado "en un llano alegre, montuoso y con buena agua, su clima es templado". Por entonces, tenía 40 casas de indios que dependían del corregidor de El Realejo, 62 familias y 292 habitantes. 
A pesar de estas interrupciones, los esfuerzos contemporáneos por reivindicar la historia y la lengua indígena en Chichigalpa forman parte de un movimiento decolonial más amplio en Nicaragua y Centroamérica.

## Religion
Los misioneros españoles llegaron a la región de Chichigalpa como parte de la campaña colonial para convertir a las poblaciones indígenas al cristianismo. Entre las primeras figuras católicas introducidas estuvieron San Blas y Nuestra Señora de la Purificación, quienes pasaron a ocupar un lugar central en la vida religiosa del pueblo. Con el tiempo, Nuestra Señora de la Purificación fue reinterpretada como la Virgen de la Candelaria, una figura asociada con la luz, la purificación y los nuevos comienzos.
Este cambio no fue casual. La festividad de la Candelaria, celebrada a inicios de febrero, fue alineada estratégicamente con ceremonias prehispánicas dedicadas a Tláloc (deidad de la lluvia) y Chalchiuhtlicue (deidad de los lagos, ríos y fertilidad). Estas deidades eran tradicionalmente honradas en esta época del año mediante rituales de semillas, purificación con agua y ofrendas de fertilidad como son los tamales, todos los ritos profundamente ligados al ciclo agrícola y a la renovación de la vida.
La imposición de festividades católicas sobre los ritos indígenas existentes dio lugar a un calendario espiritual superpuesto. Las fiestas patronales actuales, especialmente las de inicios de febrero, siguen reflejando esta fusión de tradiciones. Aunque están enmarcadas en el cristianismo, muchas de estas celebraciones conservan huellas de las cosmovisiones indígenas, sus ritmos ceremoniales y significados estacionales, demostrando la persistencia y adaptación del conocimiento ancestral bajo las estructuras coloniales. Esta mezcla persistente es una expresión clara del sincretismo.

### Partido de Sutiaba
En 1776 la división político-administrativa de la provincia de Nicaragua fue modificada, según las ideas reformadoras de Carlos III. La provincia fue dividida en cinco partidos: León, Matagalpa, El Realejo, Sutiaba y Nicoya. Chichigalpa pasó a ser un anexo de la parroquia de Posoltega, que a su vez pertenecía al partido de Sutiaba.

### Reducto indígena de los Recoletos
En 1813 llegaron a Chichigalpa ocho curas españoles de la Orden de Agustinos Recoletos, quienes establecieron una reducción indígena en las afueras del poblado, bajo la dirección del fraile Ramón de Rojas. Esta reducción fue organizada con indígenas caribes que habían sido previamente convertidos y asentados bajo control religioso y administrativo colonial.
Las reducciones, como esta, formaban parte de un sistema colonial diseñado para reubicar y concentrar a las poblaciones indígenas en núcleos organizados por órdenes religiosas. Su objetivo era controlar, evangelizar y “civilizar” a los pueblos originarios, desmantelando sus estructuras sociales tradicionales y forzándolos a adoptar las prácticas impuestas por el orden colonial europeo.
Durante los 14 años que permanecieron los recoletos, construyeron la Iglesia de Guadalupe, también conocida como Iglesia del Pueblito, en el lugar donde originalmente se había fundado el asentamiento indígena. Esta iglesia fue destruida por un terremoto el 11 de octubre de 1855. Las ruinas de la iglesia todavía se conservan en el sitio conocido localmente como El Pueblito, que representa el núcleo original del pueblo antes de su expansión actual.

### Elevación a pueblo
En 1840 Chichigalpa fue elevada a la categoría de pueblo.

### Elevación a villa
El 5 de febrero de 1858 obtuvo el título de villa. 
En 1877, don Perfecto Tijerino, prefecto de Chinandega, atestiguó que tenía tres mil habitantes y de ellos 240 eran ciudadanos –para ser ciudadano en la época era necesario poseer al menos 100 pesos como patrimonio.– Respecto a la economía de Chichigalpa, el Prefecto afirmó que "uno de sus más importantes artículos de comercio es el corte de maderas de exportación".

### Elevación a ciudad
El 25 de septiembre de 1894, durante la administración del presidente José Santos Zelaya, fue elevada a ciudad, siendo el alcalde Jesús Valle Ramírez.

## Demografía
Chichigalpa tiene una población actual de 54,085 habitantes. De la población total, el 49.3% son hombres y el 50.7% son mujeres. Casi el 81.9% de la población vive en la zona urbana.

## Clima

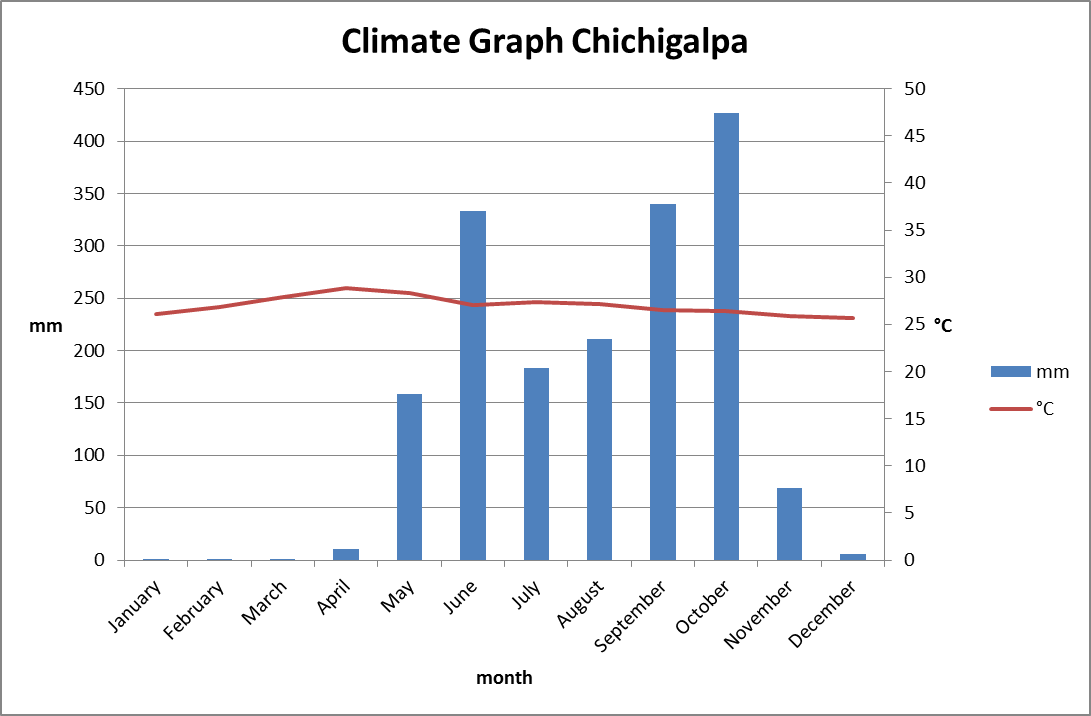
Clima de Chichigalpa

Chichigalpa está situado en un clima tropical húmedo y seco (clasificación climática de Köppen: Aw). La temporada seca dura de noviembre a abril, mientras que la temporada de lluvias se extiende de mayo a octubre. La precipitación media anual es de 1742 mm (68.58 pulgadas). Las temperaturas suelen ser las más altas en el mes de abril. La temperatura promedio es de 30 °C (89 °F). La humedad relativa es del 68% y los vientos fuertes soplan predominantemente en dirección noreste a sur.

## Localidades
El municipio se divide además en 21 barrios:
- Candelaria
- Camino de Jesús
- Carlos Fonseca I, II
- Concepción
- El Pueblito
- Erick Ramírez
- Juan José Briceño
- La Parroquia
- La Cruz
- Los Lirios
- Mercedes
- Marvin Salazar I, II, III
- Modesto Ramón Palma
- Nueva Candelaria
- Nuevo Amanecer
- Quetzalia
- Ronald Altamirano II
- Reparto 13 de Julio
- Santiago
- San Antonio
- Wells
- Las Palmeras
- San José

## Sitios de interés
Escénicos

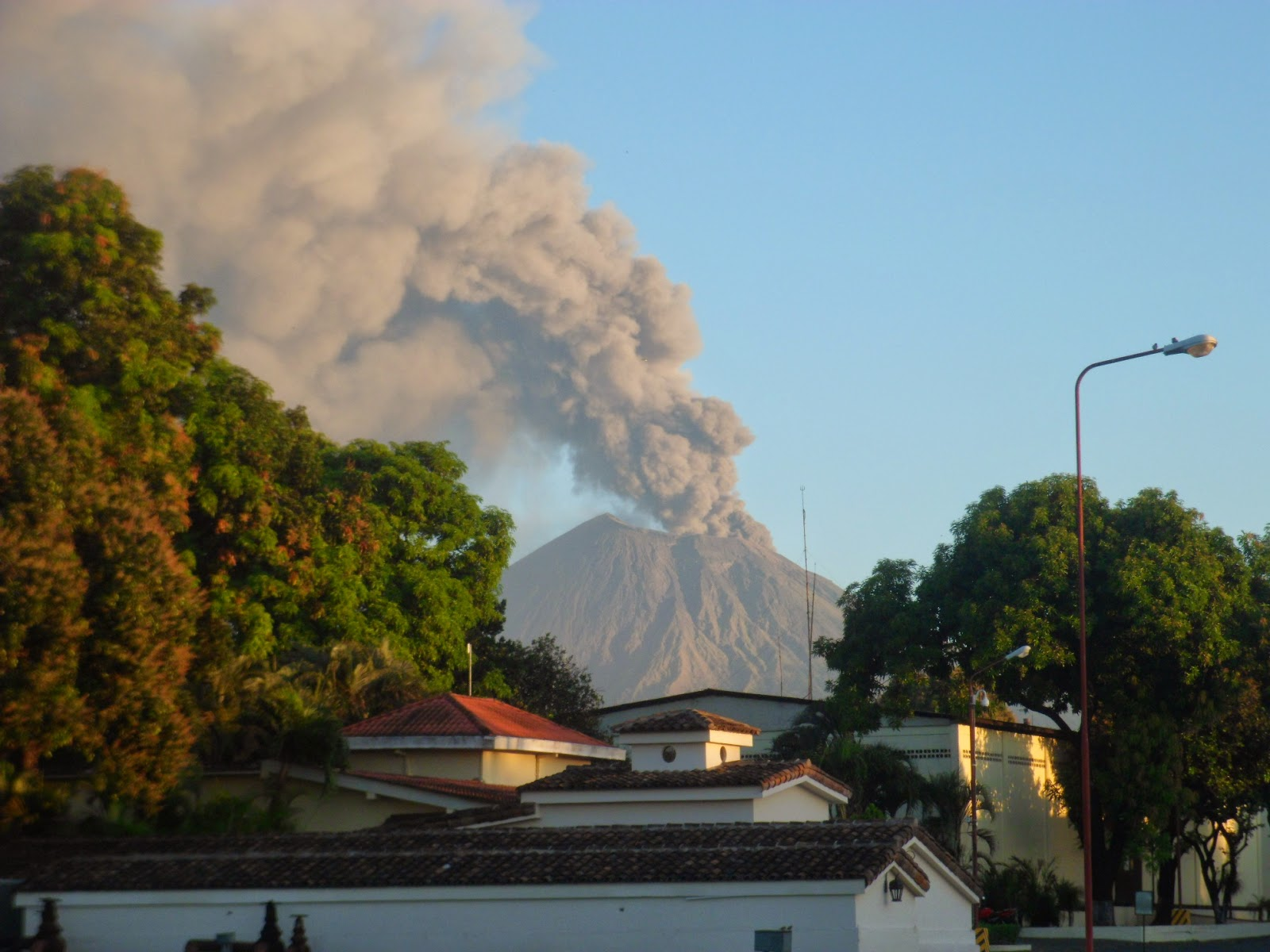
Volcán San Cristóbal, Chichigalpa en una de sus actividades eruptivas recientes

- - Complejo volcánico "San Cristóbal", formado de cinco conos que forman parte de la "Cordillera de los Marrabios" o "Cadena volcánica de los Marrabios" dentro del Arco Volcánico Centroamericano y a su vez del llamado Cinturón de Fuego del Pacífico.

Edificios
- - Parque "La Estación", situado a la entrada del casco urbano de la ciudad contiguo a la antigua estación de trenes.
  - Palacio de la Cultura Chichihualtepec y Museo Arqueológico.
  - Templo católico "Nuestra Señora de Guadalupe", también conocida como "Iglesia El Pueblito", su fachada ha sido restaurada pero antes mostraba las grietas de sus paredes causadas por el terremoto de 1855.

Agro-industrias
- - Ingenio "San Antonio", ingenio azucarero en sus inicios, ahora convertido en un complejo agro-energético eficiente y eco-amigable, que se dedica a la producción y procesamiento de azúcar, biocombustible, alcohol, energía eléctrica, camarones y melaza.
  - Instalaciones de la "Compañía Licorera de Nicaragua", productora de rones.

### Complejo volcánico San Cristóbal
El volcán San Cristóbal, el cerro guardián y protector, con sus 1974 m s. n. m. es el más elevado de Nicaragua y uno de los más activos. Se ubica en el suroeste, y hace una linda escena panorámica para los habitantes del municipio. Es parte de un complejo volcánico, del mismo nombre, formado por cinco miembros: el volcán Castita que está contiguo a la costilla oriental; el cerro "La Pelona" que cae al lado oriental del complejo; el "Chonco" que se ubica a 4 km al oeste, y el "Moyotepe" que está a 4 km al noreste.

## Atractivos

### Destino turístico
Chichigalpa es conocida como "tierra de azúcar y ron", ha sido merecedora de ese título porque en sus alrededores se encuentran establecidas dos de las más grandes agroindustrias del país, ambas fusionadas bajo la Corporación SER (Sugar Energy Rum): 
- Ingenio "San Antonio", el mayor productor y exportador de azúcar de la América Central.[3]
- Compañía Licorera "Flor de Caña", la mayor productora y exportadora de ron de caña de azúcar de la América Central.[4]

Hoy en día, la ciudad es un destino de referencia mundial, visitantes nacionales y extranjeros realizan el "Tour Ron Flor de Caña" para conocer más sobre la historia y el proceso de elaboración del mundialmente aclamado ron nicaragüense, cuyos origines se remontan al año 1890, cuando se construyó la primera destilería. La marca fue establecida en 1937 y para 1999, ya se exportaba a los cinco continentes del mundo.

### Un tour, seis estaciones
El tour Flor de Caña, es el "primer parque temático en el país", a través del cual se pueden conocer las distintas etapas del desarrollo agroindustrial en el municipio.
El recorrido inicia en la Antigua estación de tren de la ciudad; un vetusta edificación de madera, donde los visitantes son recibidos por el embajador y personal de relaciones públicas la empresa licorera más dos guías, quienes se encargan de dar la bienvenida y explican cómo se divide el recorrido; también se aprovecha a degustar la principal materia prima del ron; la caña de azúcar y su derivado, la melaza.
La segunda parada es en el Cine Adela, en donde a través de la magia del cine los visitantes se adentran en la historia y el proceso de elaboración del ron, desde el cultivo de la caña de azúcar. 
La tercera parada es en la llamada Reserva de la Familia, un lugar muy especial donde se almacenan los más exquisitos rones, y la reserva más selecta con rones que datan desde 1890. Aquí se respira un suave aroma a licor y madera y donde el catador brinda una breve reseña de "cómo catar el licor" para identificar: calidad, cuerpo, textura y sabor, usando los sentidos de la vista, el tacto, el olfato y por supuesto el gusto.
La cuarta parada es en el Embarrilado y elaboración de toneles, para observar como los artesanos trabajan y arman laboriosamente los toneles, los que son hechos a base de roble blanco, son trabajados cuidadosamente y sellados con fibra de plátano para evitar que el licor una vez envasado no se evapore, pues allí reposarán por muchos años hasta lograr su consistencia y sabor esperado. Cada tonel tiene una vida útil de 25 años.
La quinta parada es en las Bodegas Slow- Aged, lugar donde se guarda la mayor cantidad de toneles y rones de diferentes edades y variedad.
La sexta parada es en el Museo Flor de Caña, un sitio singular y emblemático cuya estructura y diseño asemeja la forma de un tonel gigante, el que fue creado y diseñado por arquitectos nicaragüenses. Este original museo alberga piezas que datan desde 1948 y 1960, como una calculadora, un teléfono de magneto, estampillas, entre otros objetos.
Un detalle que no pasa desapercibido es la presencia de la histórica locomotora, ubicada en la antigua estación de tren, que servía desde el año 1890 para transportar la caña de azúcar y a los trabajadores cañeros desde la ciudad hacia el ingenio azucarero, una distancia de aproximadamente 4 kilómetros.

## Transporte
El municipio de Chichigalpa está ubicada a lo largo del ferrocarril ahora en desuso entre Chinandega y León. La carretera rural entre las ciudades también pasa por el municipio, pero corre dos kilómetros al norte de la ciudad central.

## Galería

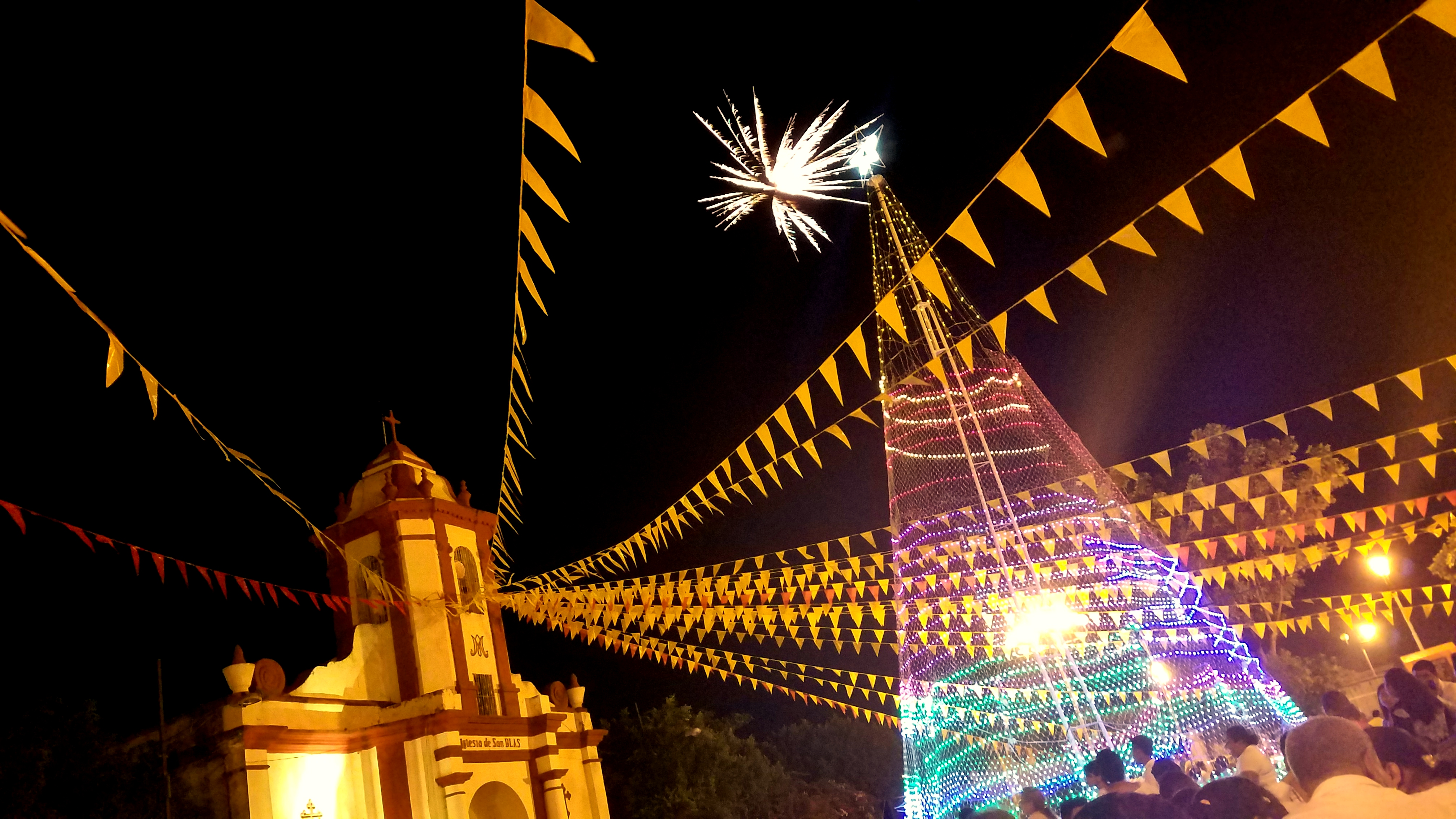
Plaza Rubén Darío del Año Nuevo.

|  |  |  |
|  |  |  |
|  |  |  |